# Øksfjord

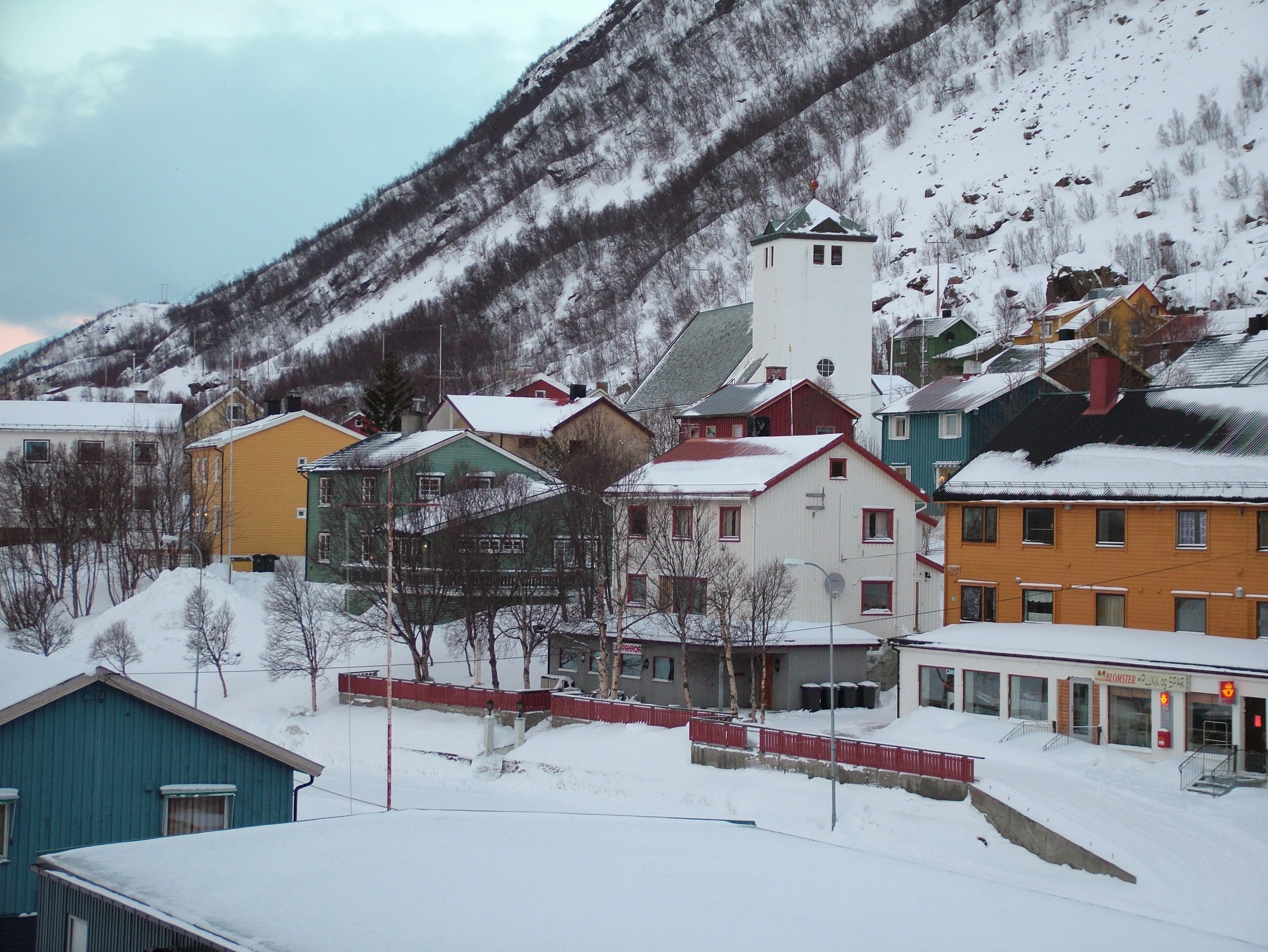
Øksfjord

Øksfjord – wieś w Norwegii, w regionie Finnmark, ośrodek administracyjny gminy Loppa. W 2006 roku liczyła 560 mieszkańców.